# Giuseppe Meazza
Giuseppe Meazza (født 23. august 1910, død 21. august 1979) var en italiensk fodboldspiller (angriber/offensiv midtbane) og senere -træner. Han har lagt navn til AC Milan og Inters stadion Stadio Giuseppe Meazza.

## Landshold
Meazza blev verdensmester med Italiens landshold ved både VM 1934 på hjemmebane, og ved VM 1938 i Frankrig.Ved begge turneringer spillede han alle italienernes kampe, og var i 1938-turneringen desuden holdets anfører. I alt nåede han at spille 54 kampe og score 33 mål for landsholdet.

## Klubkarriere
På klubplan repræsenterede Meazza blandt andet begge de store store Milano-klubber Inter og AC Milan, samt Juventus.Han vandt tre italienske mesterskaber med Inter, i henholdsvis 1930, 1938 og 1940. Han vandt desuden pokalturneringen Coppa Italia med Inter i 1939.

## Træner
Efter at have indstillet sin aktive karriere var Meazza i en årrække træner, blandt andet for sin gamle klub som aktiv, Inter, samt for det italienske landshold. Han stod i spidsen for italienerne ved OL 1952 i Helsinki.